# 名東郡
- 令制国一覧 > 南海道 > 阿波国 > 名東郡
- 日本 > 四国地方 > 徳島県 > 名東郡

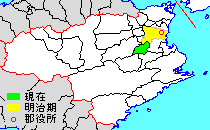
徳島県名東郡の位置（緑：佐那河内村 水色：後に他郡から編入した区域）

現在の徳島県名東郡

名東郡（みょうどうぐん）は徳島県（阿波国）の郡。
人口1,888人、面積42.28km²、人口密度44.7人/km²。（2025年2月1日、推計人口）
以下の1村を含む。
- 佐那河内村（さなごうちそん）

## 郡域
1879年（明治12年）に行政区画として発足した当時の郡域は、上記1村のほか、徳島市の一部（吉野川以南かつ国府町矢野、国府町延命、一宮町以東かつ津田海岸町、津田町、津田本町、新浜本町、西新浜町、八万町、上八万町以北および三軒屋町の一部）にあたる。

## 歴史
かつては名方郡であったが、寛平8年（896年）に名方郡の東部が名東郡、西部が名西郡として2つに分かれた。また、鎌倉時代中期から寛文4年（1664年）までは一部が以西郡として分立していた。

### 近世以降の沿革
- 明治初年時点で、全域が阿波徳島藩領であった。「旧高旧領取調帳」に記載されている村は以下の通り。（1町51村9浦）

徳島、下八万村、中村、矢野村、延命村、下町村、早淵村、一宮村、島田村、東名東村、南新居村、北新居村、佐野塚村、川原田村、東黒田村、敷地村、桜間村、和田村、西高輪村、南浜浦、山城屋浜村、北浜浦、上助任村、下助任村、富田浦、新浜浦、津田浦、南斎田浦、西名東村、住吉島村、大岡浦、福島浦、沖洲浦、蔵本村、佐古村、庄村、花園村、上八万村、祖母ヶ島村、北岩延村、池尻村、観音寺村、日開村、芝原村、東高輪村、南岩延村、下佐那河内村、上佐那河内村、田宮村、高崎村、今切村、矢三村、府中村、井戸村、西黒田村、末広新田、万代新田、大工島村、安宅村、前川村、常三島村
- 明治4年
  - 7月14日（1871年8月29日） - 廃藩置県により徳島県（第1次）の管轄となる。
  - 11月15日（1871年12月26日） - 第1次府県統合により名東県の管轄となる。
- 明治9年（1876年）
  - 8月21日 - 第2次府県統合により高知県の管轄となる。
  - 南浜浦・北浜浦が合併して沖浜村となる。（1町52村7浦）
- 明治12年（1879年）1月4日[8] - 郡区町村編制法の高知県での施行により行政区画としての名東郡が発足。「勝浦名東郡役所」が徳島寺島町に設置され、勝浦郡とともに管轄。
- 明治13年（1880年）3月2日 - 徳島県（第2次）の管轄となる。
- 明治14年（1881年） - 佐古村の一部が分立して南佐古村となる。（1町53村7浦）
- 明治15年（1882年） - 福島浦が改称して福島本町となり、徳島の一部となる。（1町53村6浦）

### 町村制以降の沿革

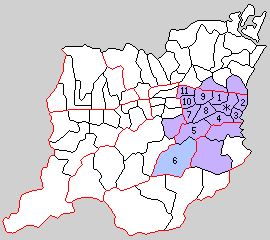
1.加茂村 2.沖洲村 3.斎津村 4.八万村 5.上八万村 6.佐那河内村 7.国府村 8.加茂名村 9.新居村 10.南井上村 11.北井上村（紫：徳島市 青：合併なし ＊は発足時の徳島市）

- 明治22年（1889年）10月1日 - 町村制の施行により、以下の各村が発足。特記以外は全域が現・徳島市。（11村）
  - 加茂村 ← 上助任村、田宮村、矢三村、今切村
  - 沖洲村 ← 沖洲浦村、末広新田、大岡浦
  - 斎津村 ← 津田浦、新浜浦、万代新田、南斎田浦
  - 八万村 ← 沖浜村、山城屋浜村、下八万村
  - 上八万村 ← 一宮村、下町村、上八万村
  - 佐那河内村 ← 上佐那河内村、下佐那河内村（現存）
  - 国府村 ← 観音寺村、府中村、中村、矢野村、延命村、早淵村、和田村、南岩延村、北岩延村
  - 加茂名村 ← 庄村、島田村、東名東村、西名東村、蔵本村
  - 新居村 ← 南新居村、北新居村、高崎村
  - 南井上村 ← 井戸村、花園村、東高輪村、西高輪村、日開村、池尻村、敷地村、川原田村、桜間村
  - 北井上村 ← 芝原村、東黒田村、西黒田村、佐野塚村、祖母ヶ島村
  - 市制の施行により徳島[9]・大工島村・安宅村・住吉島村・前川村・下助任村・常三島村・富田浦・佐古村・南佐古村の区域をもって徳島市が発足し、郡より離脱。
- 明治24年（1891年）4月1日 - 郡制を施行。郡役所が本郡単独となる。
- 明治41年（1908年）7月1日 - 国府村が町制施行して国府町となる。（1町10村）
- 大正4年（1915年）11月10日 - 加茂名村が町制施行して加茂名町となる。（2町9村）
- 大正12年（1923年）4月1日 - 郡会が廃止。郡役所は存続。
- 大正15年（1926年）
  - 4月1日 - 斎津村・沖洲村が徳島市に編入。（2町7村）
  - 7月1日 - 郡役所が廃止。以降は地域区分名称となる。
- 昭和8年（1933年）4月1日 - 加茂村が町制施行して加茂町となる。（3町6村）
- 昭和12年（1937年）
  - 4月1日 - 加茂名町・八万村が徳島市に編入。（2町5村）
  - 10月1日 - 加茂町が徳島市に編入。（1町5村）
- 昭和27年（1952年）1月1日 - 新居村が町制施行して新居町となる。（2町4村）
- 昭和30年（1955年）
  - 1月1日（1町4村）
    - 新居町が徳島市に編入。
    - 国府町が名西郡入田村の一部（矢野）を編入。

  - 2月1日 - 国府町・北井上村・南井上村が合併し、改めて国府町が発足。（1町2村）
  - 2月11日 - 上八万村が徳島市に編入。（1町1村）
- 昭和42年（1967年）1月1日 - 国府町が徳島市に編入。（1村）

### 変遷表
| 明治22年4月1日      | 明治22年 - 大正15年         | 昭和1年 - 昭和20年          | 昭和1年 - 昭和20年           | 昭和21年 - 昭和30年         | 昭和21年 - 昭和30年          | 昭和31年 - 現在             | 現在       |
| ------------------- | --------------------------- | --------------------------- | ---------------------------- | --------------------------- | ---------------------------- | --------------------------- | ---------- |
| 徳島市              | 徳島市                      | 徳島市                      | 徳島市                       | 徳島市                      | 徳島市                       | 徳島市                      | 徳島市     |
| 沖洲村              | 大正15年4月1日 徳島市に編入 | 徳島市                      | 徳島市                       | 徳島市                      | 徳島市                       | 徳島市                      | 徳島市     |
| 斎津村              | 大正15年4月1日 徳島市に編入 | 徳島市                      | 徳島市                       | 徳島市                      | 徳島市                       | 徳島市                      | 徳島市     |
| 加茂名村            | 大正4年11月10日 町制        | 昭和12年4月1日 徳島市に編入 | 徳島市                       | 徳島市                      | 徳島市                       | 徳島市                      | 徳島市     |
| 八万村              | 八万村                      | 昭和12年4月1日 徳島市に編入 | 徳島市                       | 徳島市                      | 徳島市                       | 徳島市                      | 徳島市     |
| 加茂村              | 加茂村                      | 昭和8年4月1日 町制          | 昭和12年10月1日 徳島市に編入 | 徳島市                      | 徳島市                       | 徳島市                      | 徳島市     |
| 新居村              | 新居村                      | 新居村                      | 新居村                       | 昭和27年1月1日 町制         | 昭和30年1月1日 徳島市に編入  | 徳島市                      | 徳島市     |
| 上八万村            | 上八万村                    | 上八万村                    | 上八万村                     | 上八万村                    | 昭和30年2月11日 徳島市に編入 | 徳島市                      | 徳島市     |
| 国府村              | 明治41年7月1日 町制         | 国府町                      | 国府町                       | 国府町                      | 昭和30年2月1日 国府町        | 昭和42年1月1日 徳島市に編入 | 徳島市     |
| 名西郡 入田村の一部 | 名西郡 入田村の一部         | 名西郡 入田村の一部         | 名西郡 入田村の一部          | 昭和30年1月1日 国府町に編入 | 昭和30年2月1日 国府町        | 昭和42年1月1日 徳島市に編入 | 徳島市     |
| 北井上村            | 北井上村                    | 北井上村                    | 北井上村                     | 北井上村                    | 昭和30年2月1日 国府町        | 昭和42年1月1日 徳島市に編入 | 徳島市     |
| 南井上村            | 南井上村                    | 南井上村                    | 南井上村                     | 南井上村                    | 昭和30年2月1日 国府町        | 昭和42年1月1日 徳島市に編入 | 徳島市     |
| 佐那河内村          | 佐那河内村                  | 佐那河内村                  | 佐那河内村                   | 佐那河内村                  | 佐那河内村                   | 佐那河内村                  | 佐那河内村 |

## 行政
高知県勝浦・名東郡長
| 代 | 氏名 | 就任年月日               | 退任年月日               | 備考         |
| -- | ---- | ------------------------ | ------------------------ | ------------ |
| 1  |      | 明治12年（1879年）1月4日 |                          |              |
|    |      |                          | 明治13年（1880年）3月1日 | 徳島県に移管 |

徳島県勝浦・名東郡長
| 代 | 氏名 | 就任年月日               | 退任年月日                | 備考 |
| -- | ---- | ------------------------ | ------------------------- | ---- |
| 1  |      | 明治13年（1880年）3月2日 |                           |      |
|    |      |                          | 明治24年（1891年）3月31日 | 廃官 |

名東郡長
| 代 | 氏名 | 就任年月日               | 退任年月日                | 備考                   |
| -- | ---- | ------------------------ | ------------------------- | ---------------------- |
| 1  |      | 明治24年（1891年）4月1日 |                           |                        |
|    |      |                          | 大正15年（1926年）6月30日 | 郡役所廃止により、廃官 |